# Glacier des Grandes-Jorasses
Le glacier des Grandes-Jorasses, en italien Ghiacciaio delle Grandes Jorasses, est un glacier d'Italie situé dans le massif du Mont-Blanc, dans le val Ferret.

## Géographie
Le glacier naît sur l'adret des pointes Hélène, Croz, Whymper et Walker des Grandes Jorasses, à environ 4 200 mètres d'altitude, et se dirige vers le sud,. Il est entouré par le glacier de Planpincieux par-delà le rognon de la Bouteille à l'ouest, le glacier de Pra Sec par-delà la tour des Jorasses à l'est et le glacier du Mont-Mallet par-delà la frontière avec la France au nord,.

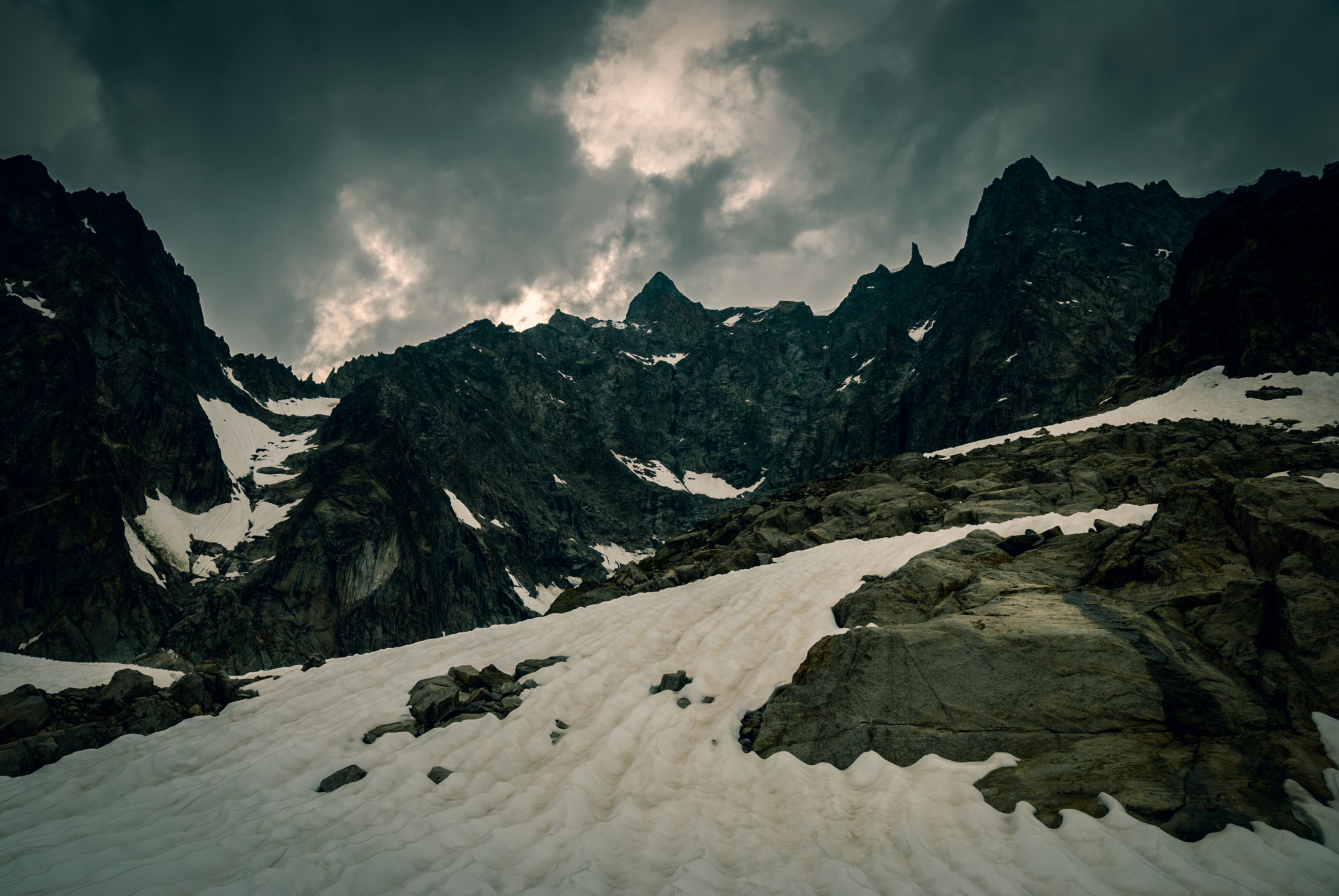
Paysage du glacier des Grandes-Jorasses.